# Bean-nighe
Die Bean-nighe (schottisch-gälisch für „Waschfrau“; schottisch-gälische Aussprache: [pɛˈɲi:ə]) ist ein weiblicher Geist aus dem schottischen Volksglauben, der als Todesomen und Botschafterin aus der keltischen Anderswelt gilt. Sie ist eine besondere Art der ban-sìth (Irisch: bean sídhe, anglisiert als „Banshee“), welche armeselige Gewässer heimsucht, um dort die Kleidung derjenigen zu waschen, die sterben. Les Lavandières ist die französische Bezeichnung für diese nächtlichen Waschfrauen. Sie wird auch nigheag, „kleine Wäscherin“ (schottisch-gälisch für „Mädchen“), nigheag na h-ath, „kleine Wäscherin an der Furt“ oder nigheag bheag a bhroin „kleine traurige Wäscherin“ genannt.

## Etymologie
Sowohl das irische bean sídhe als auch das schottisch-gälische ban-sìth (beide bedeuten „Frau der Sídhe“ - Feenfrau oder Friedensfrau) stammen aus dem Altirischen ben síde mit der Bedeutung „Frau der Feen“: bean: „Frau“ und sídhe: Genitiv von „Fee“.
Sìth bedeutet im Schottisch-Gälischen ebenfalls „Frieden“ (vgl. síd im Altirischen mit der Bedeutung „Frieden“). Die Feen werden auch als daoine-sìth (Irisch: daoine sídhe) - die Friedensleute beschrieben. Sídhe in seinen verschiedenen Schreibweisen bezieht sich auf die sídhe (Hügel), in welchen diese Wesen leben sollen. Das Verbe nighe bedeutet „waschen“. Das Diminutiv ban-nigheachain mit der Semantik „kleine Wäscherin“ ist ebenfalls zu finden.
Im Schottisch-Gälischen sind die Schreibweisen ban-sìth(e) und bean-shìth(e) beide üblich.

## Volkglaube
Die Bean-nighe trifft man an einsamen Plätzen neben einem Gewässer oder Strom, wo sie das Blut von den Gewändern und Leichentüchern von denen wäscht, die im Sterben liegen. Ihr Charakteristika hängen von der jeweiligen Lokalität ab. Unterschiedliche Traditionen schreiben ihr übernatürliche Kräfte zu, z. B. Wissen zu teilen, Wünsche zu gewähren, wenn man sich ihr vorsichtig nähert. Es wird behauptet, dass die mnathan-nighe (irischer Plural für bean-nighe) Geister von Frauen seien, die bei der Geburt eines KIndes starben und verurteilt seien, ihre Aufgaben zu verrichten bis an den Tag, an dem sie eines natürlichen Todes gestorben wären. Es bestand ebenfalls der Aberglaube, dass man dieses Schicksal vermeiden konnte, wenn die gesamte Kleidung der Verstorbenen bereits gewaschen worden war, anderenfalls müsste sie diese Aufgabe nach ihrem Tod noch erfüllen.
Auf den schottischen Inseln Mull und Tiree wurde ihr nachgesagt, sie habe ungewöhnlich lange Brüste, die sie beim Waschen behindern, weshalb sie diese über die Schultern würfe und über ihren Rücken hängen ließe. Diejenigen, die sie sähen, dürften sich nicht abwenden, sondern sich von hinten näher, so dass sie sie nicht bemerke. Die Person sollte schließlich eine ihrer Brüste ergreifen, in den Mund nehmen und behaupten, sie sei ihr Pflegekind. Die Wäscherin würde dann alles Wissen mit der Person teilen, die diese wünsche. Wenn sie sagt, dass die Kleidung, die sie wäscht einem Feind gehöre, dann dürfe das Waschen der Kleidung weitergehen, aber falls diese der Person selbst oder irgendwelchen Freunden gehört, dann ist es möglich, sein Schicksal zu ändern, indem man sie davon abhält, ihre Aufgabe zu erfüllen.
Auf Skye wurde der Bean-nighe nachgesagt, sie habe die Figur eines „kleinen bedauernswerten Kindes“. Wenn ein Mensch sie fängt, enthüllt sie ihm sein bevorstehendes Schicksal. Sie beantwortet all seine Fragen, aber er muss ihr gegenüber im Gegenzug ehrlich antworten. Sollte die Bean-nighe ihn jedoch zuerst sehen, wird er alle seine Gliedmaßen verlieren
In Perthshire wurde sie als klein und rundlich beschrieben, gehüllt in einem grünen Gewand und kann gefangen werden, indem zwischen sie und das Gewässer kommt.

## Verhalten
Der Bean-nighe wird manchmal nachgesagt, sie sänge ein trauriges Klagelied, wenn sie die Kleidung von jemandem wüsche, der eines plötzlichen, gewaltsamen Todes stürbe. Sie ist oft ganz in ihr Waschen vertieft und am Singen, so dass sie gefangen werden kann. Wenn ein Mensch sie ergreift, nachdem er sich heimlich angeschlichen hat, dann wird sie ihm offenbaren, wer sterben wird und ihm drei Wünsche gewähren. Daher der Glaube der Leute, dass ein im Beruf erfolgreicher Mann Wünsche von einer nihegeag erfüllt bekam. ("Mary! Der Mann war der nigheag überlegen und sie gab ihm die drei erlesenen Wünsche). Sie wird manchmal mit verschiedenen körperlichen Schäden beschrieben, z. B. dass sie nur ein Nasenloch habe, einen großen nach außen abstehenden Vorderzahn oder mit Schwimmhäuten zwischen den Zehen.

## Die Sage von Loch Slin
Eine berühmte Hochlandgeschichte, die mit dem Waschen von Leichentüchern verbunden ist, bezieht sich auf die „Mermaid of Loch Slin“ („Die Nixe von Loch Slin“). Eine Jungfrau aus Cromarty lief an einem Samstagmorgen einen Pfad entlang des Lochs, und als sie um die Ecke ging, erblickte sie eine große Frau im Wasser stehen, die Kleidung mit einem Knüppel auf einem Stein schlug. Auf der nahegelegenen Bleichwiese sah sie mehr als dreißig Kittel und Hemden liegen, alle mit Blut beschmiert. Kurz nach ihrer Erscheinung stürzte das Dach der Abtei von Fearn während eines Gottesdiensts ein, wobei die Gläubiten von Schutt begraben wurden und sechs Leute starben. Ein historischer Bezug bestätigt, dass das Dach der Abtei 1742 einstürtzte, wobei 50 Personen zu Tode kamen.

## Volksmärchen
In einem Volksmärchen, das von Alexander Carmichael in the Carmina Gadelica, Vol. II, aufgeschrieben wurde, heißt es:
In der Totenwache der Nacht ging Gille-cas-fliuch, der Nassfußmann von Great Clanranald von den Inseln, nach Hause nach Dun-buidhe im Hochland von Benbecula-ben der Furten. Und als er das Loch in westlicher Richtung querte, wen sah er da vor sich auf den „clachan“, den Trittsteinen?: die Wäscherin der Furt, die sich wusch und spülte, stöhnte und klagte.
„A mailaran bheag basis na dorn, („Ein kleiner Geldbeutel an der Basis der Faust,
A leineag broin na beul.“ ein Hemd in der Mitte des Mundes“)
Sanft und leise schlich sich Gille-cas-fliuch hinter die Nigheag und nahm sie bei der Hand. „Lass mich gehen“, fauchte die Nigheag, „und gib mir die Freiheit meiner Füße wieder und der Hauch von Gestank, der von deinem zotteligen Bart ausgeht, bringt fast den Atem meiner Kehle zum Stillstand. Viel lieber wäre meiner Nase und viel rattenschwärzer und krächzender das Klagelied, wenn du mir mein auserwähltes Weib gäbst und dass du reichlich Seetang in dem Bach unserer Stadt hieltest, wie die Luft des duftenden Weihrauchs den Nebel der Berge.“ „Ich werde dich nicht fortlassen“, sagte Gille-cas-fluich, „bis du mir die drei Wünsche gewährst.“ „Lass mich dies hören, kranker Mann“, sagte Nigheag. „Du wirst mir sagen, für wen du die Kleidung wäschst, solange der Graf von Sgeir-lois sein Stöhnen fortsetzen wird.“ „Ich wasche das Totenhemd und singe das Klagelied für Great Clanranald von den Inseln und er wird nie wieder in seinem Leben dorthin gehen oder über die ‚Clachan‘ von Dun-buidhe laufen.“
Gille-cas-fliuch warf das Totenhemd an der Spitze seines Speers in das Loch und er eilte nach Hause and das Bett von Clanranald. Er erzählte alles, was er gesehen und gehört hatte und was ihm widerfahren war. Clanranald sprang mit einem kräftigen Satz vom Heidebett auf seine Füße und er befahl, eine Kuh zu schlachten und ein kleines kielloses Boot bereitzustellen. Folglich wurde eine Kuh geschlachtet und ein kleines Boot gebaut, womit Clanranald von der Insel hinüber zum Loch auf dem Festland übersetzte und nie mehr zurückkehrte.